# Dioscorea koepperi
Dioscorea koepperi är en enhjärtbladig växtart som beskrevs av Paul Carpenter Standley. Dioscorea koepperi ingår i släktet Dioscorea och familjen Dioscoreaceae. Inga underarter finns listade i Catalogue of Life.